# Джан Генне
Джан Генне (англ. Jan Henne, 11 серпня 1947) — американська плавчиня.
Олімпійська чемпіонка 1968 року.